# To Be Human
"To Be Human" là một bài hát được thu âm bởi nữ ca sĩ người Úc Sia hợp tác với ca sĩ người Anh Labrinth cho phần nhạc phim cho bộ phim siêu anh hùng năm 2017 Wonder Woman. Nó được phát hành dưới dạng đĩa đơn vào ngày 25 tháng 5 năm 2017 bởi WaterTower Music.

## Sáng tác
"To Be Human" là một bản nhạc ballad; một số nhà phê bình tin rằng nó phản ánh mối quan hệ cốt lõi trong bộ phim giữa nhân vật Wonder Woman do Gal Gadot thủ vai và nhân vật Steve Trevor do Chris Pine thủ vai. Về mặt lời ca, bài hát thể hiện một tình yêu có thể chế ngự được tất cả mọi sự xung đột. Nó là bài hát có lời nhạc duy nhất trong album nhạc phim.